# Lomnička (Kšice)
Lomnička je malá vesnice, část obce Kšice v okrese Tachov v Plzeňském kraji. Nachází se asi 2,5 kilometru severovýchodně od Kšic. Je zde evidováno 29 adres. V roce 2011 zde trvale žilo 19 obyvatel.
Lomnička je také název katastrálního území o rozloze 4,61 km².

## Název
Vesnice se jmenuje podle potoka, který se pravděpodobně jmenoval Lomnička. Název se v historických pramenech objevuje ve tvarech: Lomnyczka (1379), Lomicžka (1788) a Lomitschka (1838).

## Historie
První písemná zmínka o vesnici pochází z roku 1379.

## Obyvatelstvo
| Rok            | 1869 | 1880 | 1890 | 1900 | 1910 | 1921 | 1930 | 1950 | 1961 | 1970 | 1980 | 1991 | 2001 | 2011 | 2021 |
| -------------- | ---- | ---- | ---- | ---- | ---- | ---- | ---- | ---- | ---- | ---- | ---- | ---- | ---- | ---- | ---- |
| Počet obyvatel | 213  | 223  | 208  | 190  | 244  | 221  | 178  | 113  | 72   | 59   | 25   | 20   | 16   | 19   | 24   |
| Počet domů     | 37   | 37   | 36   | 42   | 41   | 42   | 41   | 29   | 20   | 17   | 14   | 16   | 19   | 21   | 20   |

## Obecní správa
Při sčítání lidu v letech 1850–1959 Lomnička byla samostatnou obcí v okrese Stříbro. V letech 1960–1971 byla částí obce Erpužice v okrese Tachov. Od 26. listopadu 1971 do 30. června 1980 byla částí obce Kšice v okrese Tachov, kdy se konaly obecní volby. Od 1. července 1980 do 31. prosince 1991 byla částí města Stříbro v okrese Tachov. Od 1. ledna 1992 je opět částí obce Kšice v okrese Tachov.

## Další fotografie

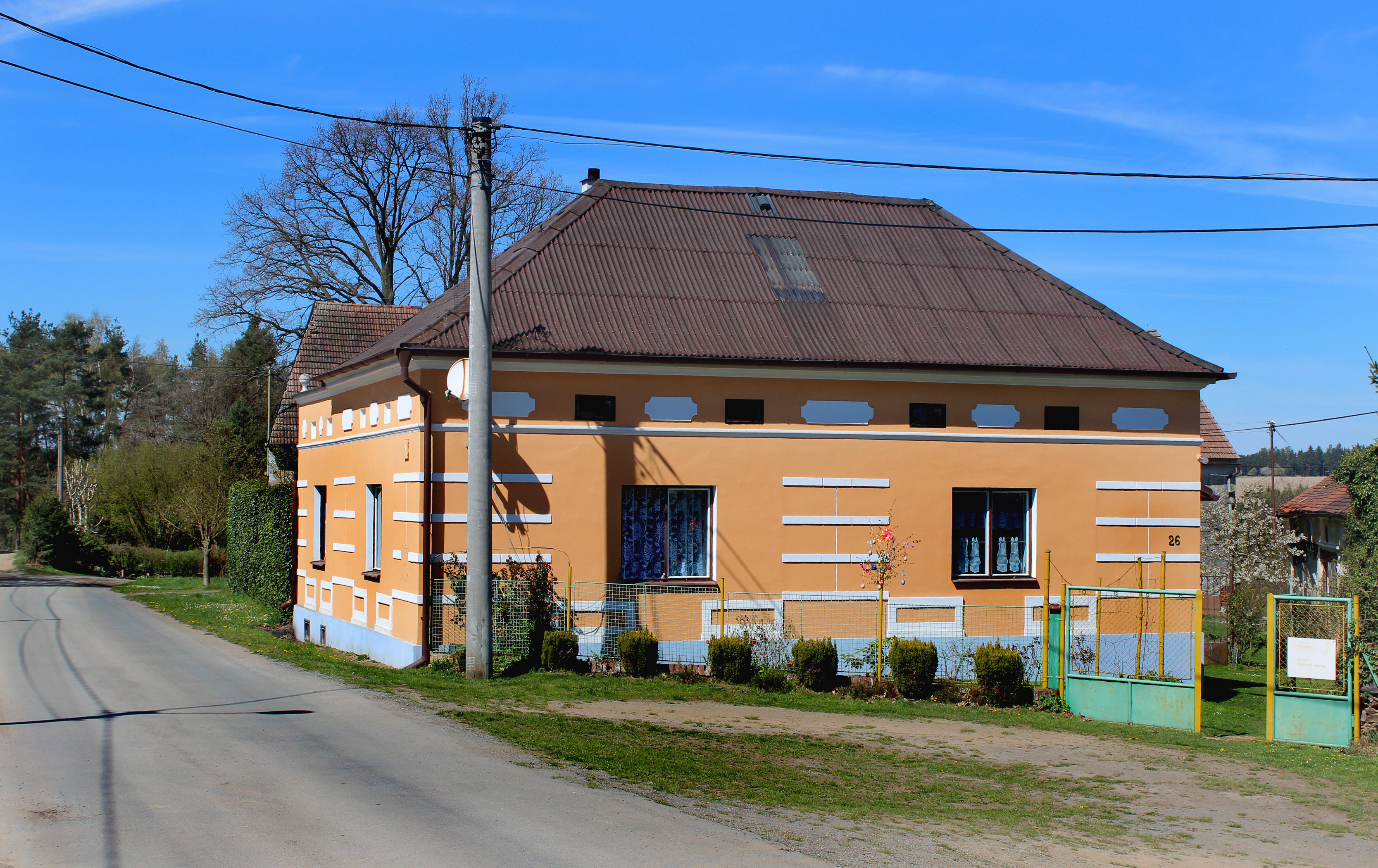
Dům u silnice
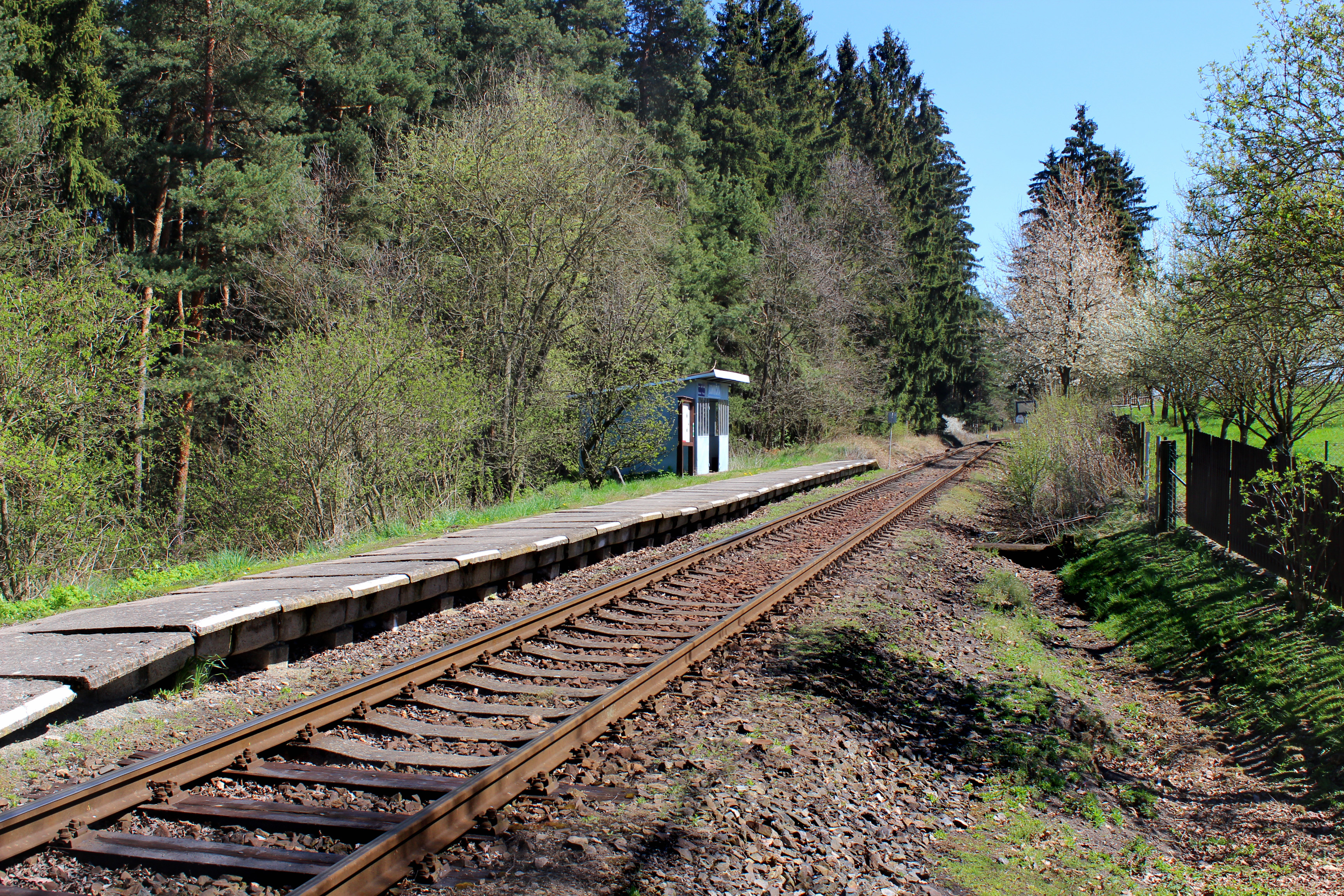
Zastávka
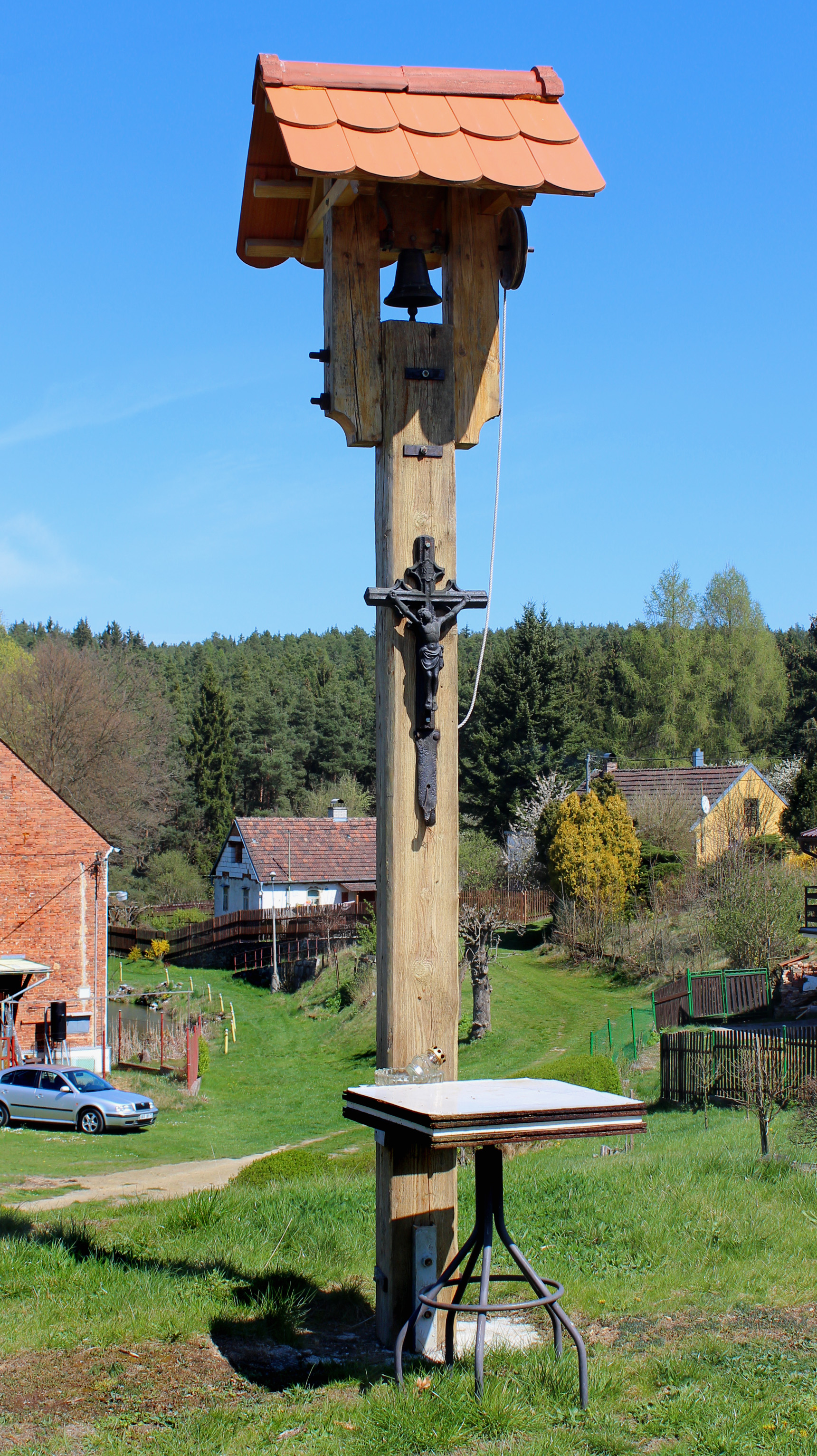
Zvonice